# 马尔切杜萨
马尔切杜萨（義大利語：Marcedusa），是意大利卡坦扎罗省的一个市镇。总面积15平方公里，人口480人，人口密度32.0人/平方公里（2009年）。ISTAT代码为079071。